# 金腺毛蕨
金腺毛蕨（学名：Cyclosorus aureoglandulosus）为金星蕨科毛蕨属下的一个种。

## 扩展阅读
- 維基物種上的相關：金腺毛蕨